# مریمان (نبراسکا)
مریمان(به انگلیسی: Merriman) شهری در ایالت نبراسکا کشور ایالات متحده آمریکا است که جمعیت آن در سرشماری سال ۲۰۱۰ میلادی، ۱۲۸ نفر بوده‌است.